# Candela (eenheid)
| Grotere en kleinere eenheden | Grotere en kleinere eenheden | Grotere en kleinere eenheden |
| factor                       | naam                         | symbool                      |
| ---------------------------- | ---------------------------- | ---------------------------- |
| 10−3                         | millicandela                 | mcd                          |
| 1                            | candela                      | cd                           |
| 103                          | kilocandela                  | kcd                          |

De candela (symbool cd) is de SI-eenheid van lichtsterkte.
De lichtsterkte geeft aan hoeveel licht zich bevindt in ieder tomografisch plakje uit de lichtbundel.
De candela is een van de zeven basiseenheden van het SI-stelsel.

## Geschiedenis

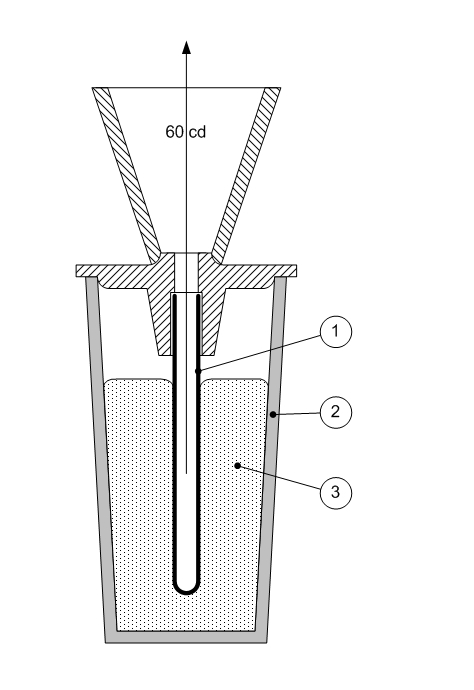
Een zwarte straler gebruikt voor de definitie van de candela. 1 = Stralende holte. 2 = Smeltkroes. 3 = Stollend platina (2046 K)

Het woord candela betekent kaars in het Latijn. Eén candela komt ongeveer overeen met de lichtsterkte van een gewone kaars. Deze betekenis heeft een historische oorsprong. De Engelse standaardeenheid van kunstmatig licht, de candle (internationale kaars), was in eerste instantie gebaseerd op de lichtsterkte van een kaars van puur spermaceti van 1/6 pound met een brandsnelheid van 120 grains per uur, of omgerekend een kaars van 75,6 gram met een brandsnelheid van 7,78 gram per uur.
Later volgde er een nauwkeuriger definitie waarvoor een zwarte straler werd gebruikt.
De definitie luidde toen: 1 candela is 1/60 deel van de lichtsterkte in loodrechte richting van een zwarte straler met een oppervlakte van 1 cm², bij het stolpunt van vloeibaar platina (2046 K) onder een druk van 101 325 N/m² (komt overeen met 1 atmosfeer).
De zwarte straler die daarvoor gebruikt werd bezat een stralende holte van thoriumoxide met een opening van 1 cm². Rondom de stralende holte bevond zich stollend platina, dat gedurende het stollingsproces een constante temperatuur heeft. Onder een druk van 101 325 N/m² is dat 2046 K (1773 °C). De stralende holte was ruwzwart gemaakt, waardoor het licht dat werd uitgezonden uitsluitend werd bepaald door de temperatuur en niet door reflectie vanaf het materiaal. Internationaal werd afgesproken dat de zwarte straler in deze omstandigheden 60 candela uitzendt.

## Voorbeelden
- de lichtsterkte van een gewone zaklamp is ongeveer 1 candela
- een gloeilamp van 100 watt heeft een lichtsterkte van circa 120 candela.
- de lichtsterkte van een gewone kaars is ongeveer 1 candela (WD 2021)

## Definitie
De officiële definitie luidt als volgt:

De candela is de lichtsterkte van een bron die monochromatische straling met een frequentie van 540 × 1012 Hz uitzendt in een gegeven richting en waarvan de stralingssterkte in die richting 1683 watt per steradiaal is.

Met monochromatisch wordt bedoeld: licht van één kleur, of preciezer: licht van één golflengte. De frequentie van 540 × 1012 hertz komt overeen met groen licht (een golflengte van circa 555 nm. Het menselijk oog is het gevoeligst voor deze kleur). Steradiaal is de eenheid van ruimtehoek. De ruimtehoek is bepalend hoe vlot een lichtbundel uiteenwaaiert als functie van de afstand gemeten vanaf de lichtbron. Voor een kegelvormige lichtbundel is dat gerelateerd aan de openingshoek. Als een lichtbron in alle richtingen even sterk is, is de ruimtehoek 4π steradialen.
De candela kan dus worden uitgedrukt in andere fundamentele SI-eenheden. Het is toch een basiseenheid omdat hij nodig is voor (subjectieve) waarneming van lichtsterkte.
Voor groen licht komt 1 candela overeen met 1/683 W/sr. Bij andere kleuren moet dit gecorrigeerd worden voor de gevoeligheid van het menselijk oog. Voor blauw en rood licht is die ongeveer 10 keer zo laag als voor groen licht. Bij deze kleuren is dus veel meer vermogen nodig voor een lichtsterkte van 1 candela. Voor het corrigeren van de lichtsterkte is een standaardfunctie vastgesteld door de Commission internationale de l'éclairage. Dit is een gemiddelde gevoeligheidsfunctie voor het menselijk oog. Voor ieder individu kan de werkelijke lichtsterkte dus afwijken. Meestal bestaat een lichtbundel uit meer kleuren (bijvoorbeeld: wit licht). Dan wordt de lichtsterkte van alle kleuren opgeteld.

## Verwante eenheden: lux en lumen
De candela is verwant aan de eenheden lumen en lux. De eenheid lumen wordt gebruikt voor de totale lichtstroom in een lichtbundel. Een lichtbundel met een sterkte van 1 candela en een ruimtehoek van 1 steradiaal (voor een kegelvormige bundel komt dit overeen met een openingshoek van 65,5°) heeft een totale lichtstroom van 1 lumen. 1 candela is dus gelijk aan 1 lumen per steradiaal. Wanneer een bundel met een sterkte van 1 lumen op een oppervlak van 1 vierkante meter valt geeft dit een verlichtingssterkte van 1 lux. 1 lux is dus gelijk aan 1 lumen per vierkante meter.

### De relatie tussen candela en lumen
| 1000 candela = |       |
| openingshoek   | lumen |
| 20°            | 95    |
| 25°            | 149   |
| 30°            | 214   |
| 35°            | 291   |
| 40°            | 379   |
| 45°            | 478   |
| 50°            | 589   |
| 55°            | 710   |
| 60°            | 842   |
| 65°            | 984   |
| 70°            | 1136  |
| 75°            | 1298  |
| 80°            | 1470  |
| 85°            | 1651  |
| 90°            | 1840  |

Wanneer een bron licht uitzendt met een bepaalde lichtsterkte uitgedrukt in I (in candela), binnen een vastgestelde ruimtelijke conus, dan is de totale lichtstroom Φ in lumen:
{\displaystyle \Phi =2\pi I\left[1-\cos \left({\frac {A}{2}}\right)\right]}
waar A de openingshoek van de lichtbron (ofwel: de vlakke hoek van de emissieconus) is. Bijvoorbeeld: een lamp die 590 cd uitstraalt binnen een hoek van 40°, zendt ongeveer 224 lumen uit.
Als een lichtbron homogeen in alle richtingen licht uitzendt, kan de lichtstroom gevonden worden door de lichtsterkte te vermenigvuldigen met 4π. Hieruit volgt dat een uniforme bron van 1 candela, ongeveer 12,6 lumen uitzendt.